# Schmalhalsiger Kahnläufer
Der Schmalhalsige Kahnläufer (Calathus erratus) ist ein Käfer aus der Familie der Laufkäfer (Carabidae).

## Merkmale
Der schwarze länglich ovale Laufkäfer ist 8–12 mm lang. Fühler und Beine sind rotbraun. Im Gegensatz zu Calathus fuscipes befinden sich auf den Flügeldecken nur im dritten Zwischenraum Porenpunkte.

## Verbreitung
Die Käferart kommt in der gemäßigten Zone der westlichen Paläarktis vor. Nach Osten reicht das Verbreitungsgebiet nach Kleinasien, in den Kaukasus sowie nach Sibirien. Im äußersten Süden Europas fehlt die Art. Der Schmalhalsige Kahnläufer bevorzugt trockene, sandige Biotope.

## Lebensweise
Die Käfer lebt unter Detritus und faulenden Pflanzenteilen.